# レッドブリッジ
『レッドブリッジ』は、2022年6月4日に公開された日本の映画作品。前日譚にあたる『レッドブリッジビギニング』と同時公開された。主演は豊田裕大。監督は山嵜晋平。
公開前日の6月3日に舞台挨拶付き先行上映が、公開館である池袋HUMAXシネマズで実施された。
舞台挨拶ではオーディションの話題が上がり、豊田裕大は、兵頭功海・上野鈴華と同組だったようで「同組から3人が受かったのが印象的だった」と語り、大倉は「こんなに楽しかったオーディションは初めて」と発言している。また、兵頭も「楽しかった。（監督が）自分たちが素でいれる空気感を作ってくださった」と話している。
松尾は、自身の演じた小日向健はオーディションで演じたシーンにはいない役柄だったと説明をしようとするも、役名と実名がこんがらがり、キャスト陣から総ツッコミを受け、劇中と変わらない仲の良さが垣間見れた。
現場でもコミュニケーションが多く、監督も役者一人一人に寄り添ってくれ、制作陣全員が「この映画を良いものしよう」と、一丸となるのが強く感じられる現場だったと語っている。
2022年8月19日〜アップリンク吉祥寺、2022年9月2日〜センチュリーシネマ（名古屋）で追加上映となった。

## 概要
『トレインスポッティング』のように行き場のない若者たちの葛藤や衝突を描いた青春映画を現在の日本で撮りたい、という監督の思いから企画がスタートした。主要キャストはオーディションで選抜され、430人を超える応募者の中から主人公の豊田裕大を始め、大倉空人（『原因は自分にある。』）、兵頭功海、松尾潤など若手俳優が選ばれた。

## キャスト
今西大輝
演 - 豊田裕大
腕っぷしが強く友情に熱い主人公。北関東最強と呼ばれ、ラップが得意。
坂口海斗
演 - 大倉空人
短気で喧嘩っ早い性格だが、仲間想いな部分も。
巻龍一
演 - 兵頭功海
クレバーで女性にモテる。
小日向健
演 - 松尾潤
気が弱くお調子者。家族想い。
鮫島アツシ
演 - 木田佳介
少年院時代からの因縁の敵。
堀口亮太
演 - 菅原健 (俳優)
浩二
演 - 山下幸輝（ビギニング）

ミナ
演 - 上野鈴華
大輝の幼なじみ。
小日向理沙
演 - 葵うたの
小日向健の姉。

小日向百合子
演 - 手島優
小日向健の母親。

坂口守男
演 -川瀬陽太

## スタッフ
- 監督：山嵜晋平
- プロデューサー：山田真史
- 脚本：山本甲斐
- 撮影：山村卓也
- 照明：菰田大輔
- 録音：加唐学
- 美術：三藤秀仁
- 衣装：松本人美
- ヘアメイク：河本花葉　鹿間絵里可
- 助監督：大城義弘
- 音楽：山口紗也加　堀内風花
- 整音：別所順平
- 効果：細川隆太
- アクション監督：雲雀大輔

## 配信・DVD
・2022年10月1日　U-NEXTで先行配信開始
　他、Google Playムービー、Amazonプライム・ビデオ、dTV、AppleTV、TELASA　にて配信中
・2022年12月2日　DVD発売